# Jiutai

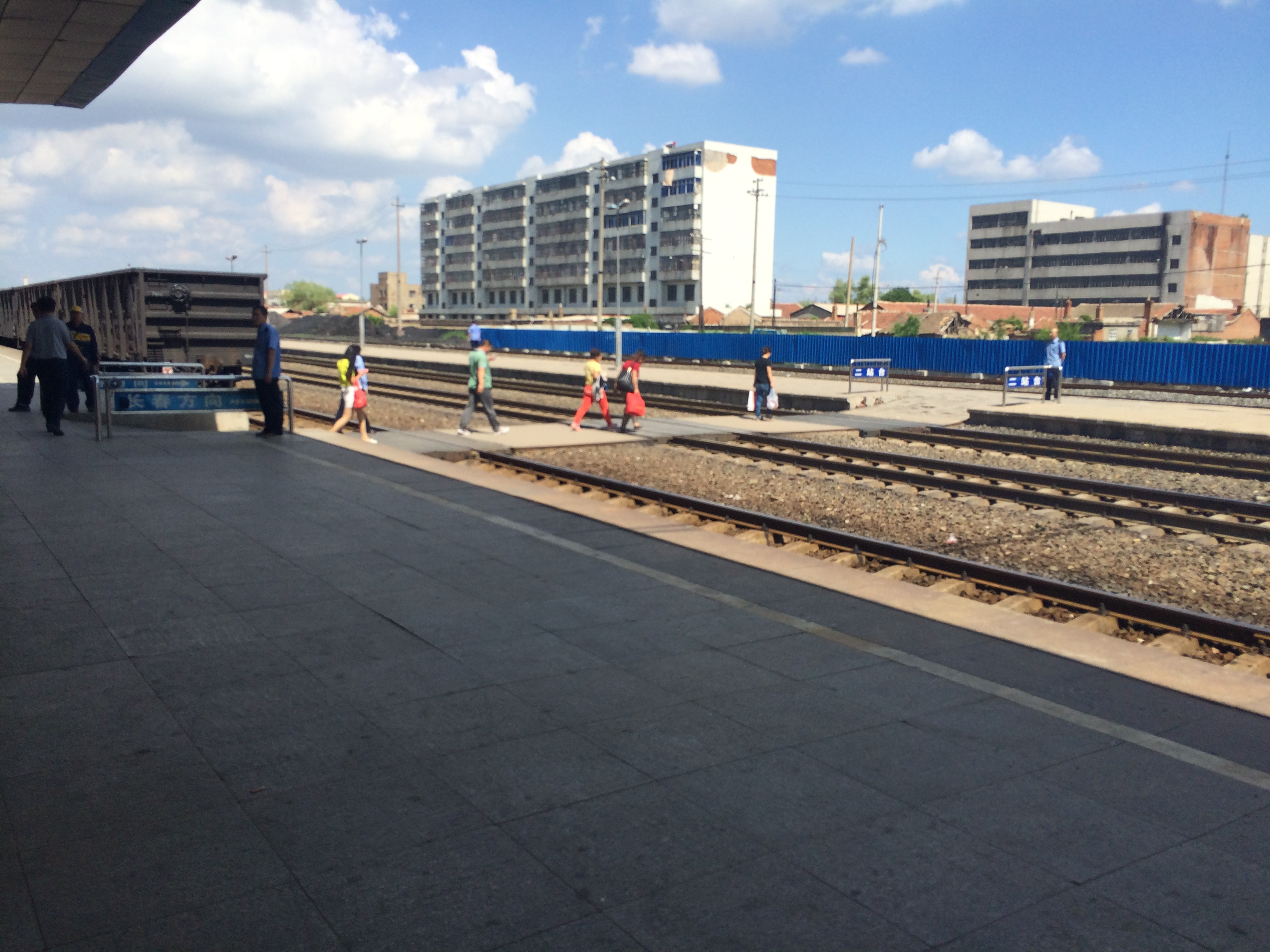
Bahnhof von Jiutai

Jiutai (九台区; Pinyin: Jiǔtái Qū) ist ein Stadtbezirk der Unterprovinzstadt Changchun in der Provinz Jilin im Nordosten der Volksrepublik China. Jiutai hat eine Fläche von 2.857 km² und zählt 611.670 Einwohner (Stand: Zensus 2010).

## Administrative Gliederung
Auf Gemeindeebene setzt sich der Stadtbezirk aus drei Straßenvierteln, zehn Großgemeinden und zwei Gemeinden zusammen.